# Борисо-Глебская церковь (Хиславичи)
Церковь Святых Бориса и Глеба — деревянный храм с трехъярусной колокольней, в честь святых князей-страстотерпцев Бориса и Глеба. расположена в поселке Хиславичи Смоленской области.
Церковь построена в 1880 году. В архитектуре ощутимы традиции белорусского зодчества XVIII века. Простой двухъярусный иконостас был выполнен местными мастерами в начале XX века. Иконы этого же времени перенесены из церкви села Воскресение, Хиславичского района. Над широким центральным пряслом помещена икона «Новозаветная Троица». Храм не закрывался даже в годы гонений и оставался многие десятилетия единственным, постоянно действующим храмом Хиславичского района. Однако древний престол в нём был разрушен и Литургию приходилось совершать на временном престоле. 
В конце 1990-х годов в храме были восстановлены все пять старинных куполов, позолочены кресты, изготовлен новый позолоченный иконостас, произведен полный косметический ремонт фасада церкви, а также приобретена дополнительная малая звонница. Рядом с церковью открыта православная воскресная школа и библиотека.
В храме два престола: главный – в честь свв. блгвв. кнн. Бориса и Глеба, предел — в честь Покрова Пресвятой Богородицы.
14 июля 2000 года, митрополит Смоленский и Калининградский Кирилл (ныне Патриарх Московский и всея Руси Кирилл) совершил великое освящение Святой Трапезы и первую Божественную литургию на новом престоле.
В 2005 году проведен капитальный внутренний ремонт церкви, к торжествам посвященным 125-летию храма, на которых также присутствовал Митрополит Смоленский и Калининградский Кирилл (ныне Патриарх Московский и всея Руси Кирилл).
С 1991 года настоятелем Борисоглебской церкви является митрофорный протоиерей Роман Свистун.

## Фотогалерея

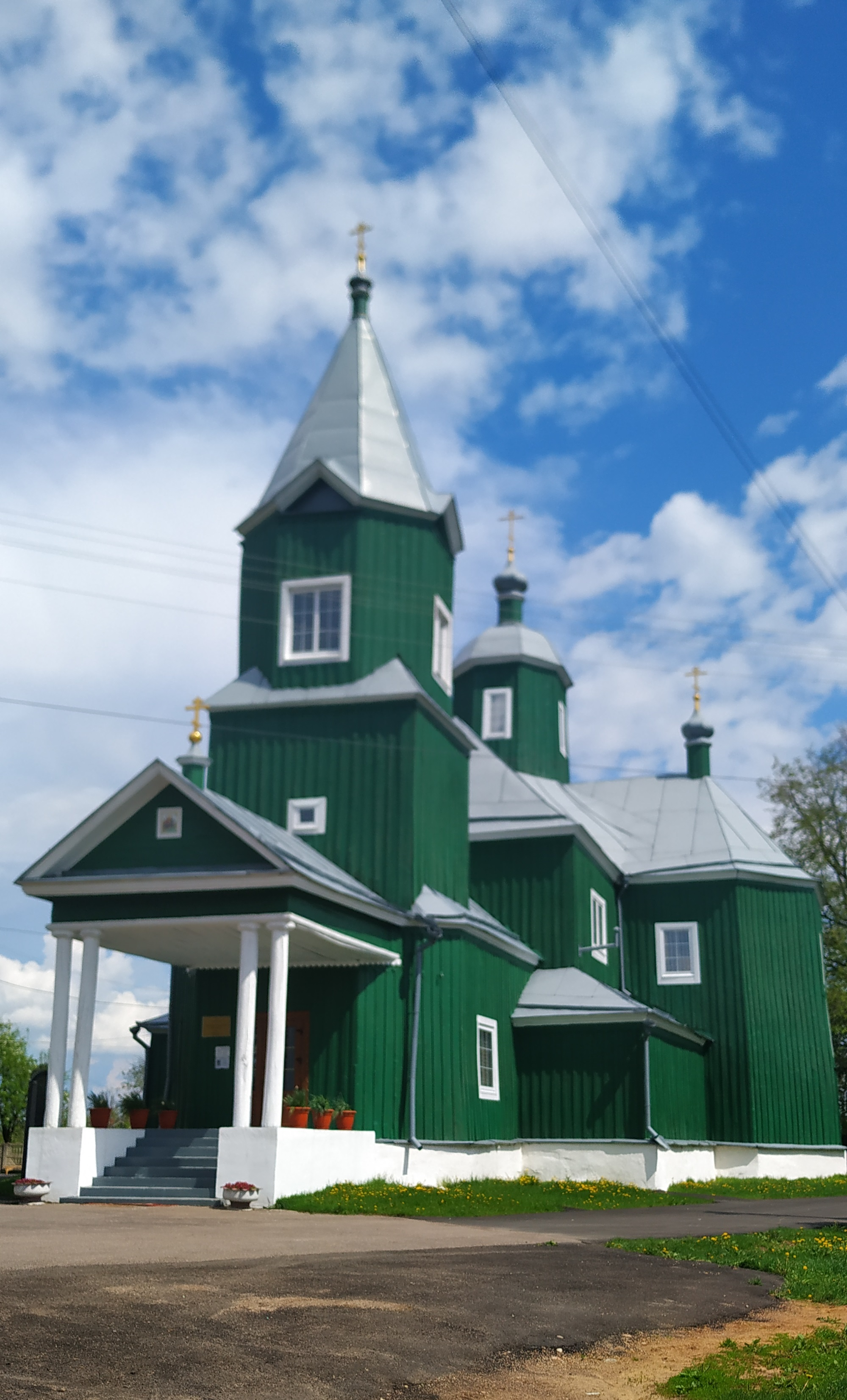
Борисоглебская церковь поселка Хиславичи (2021 г.)
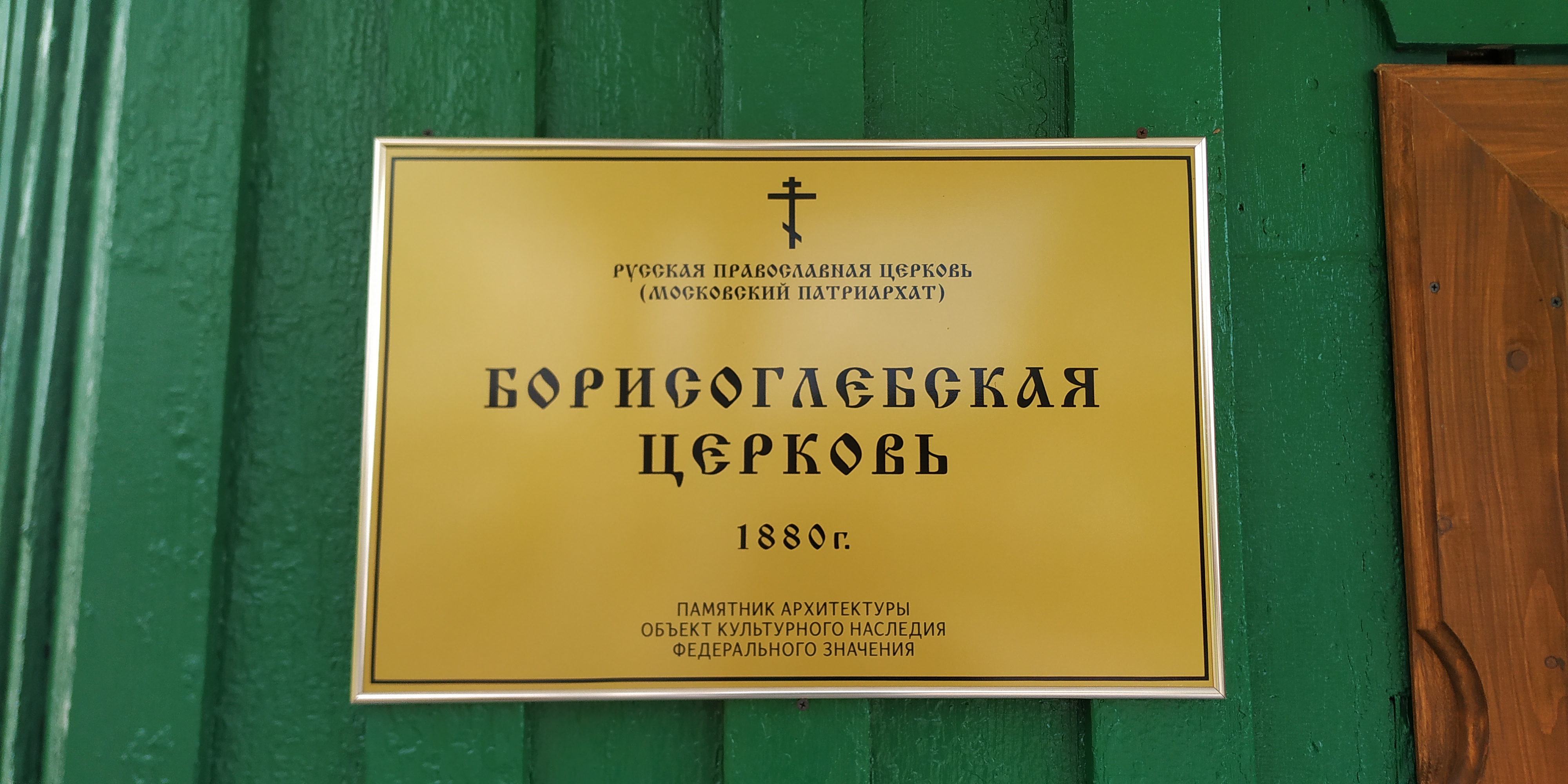
Табличка на входе в церковь
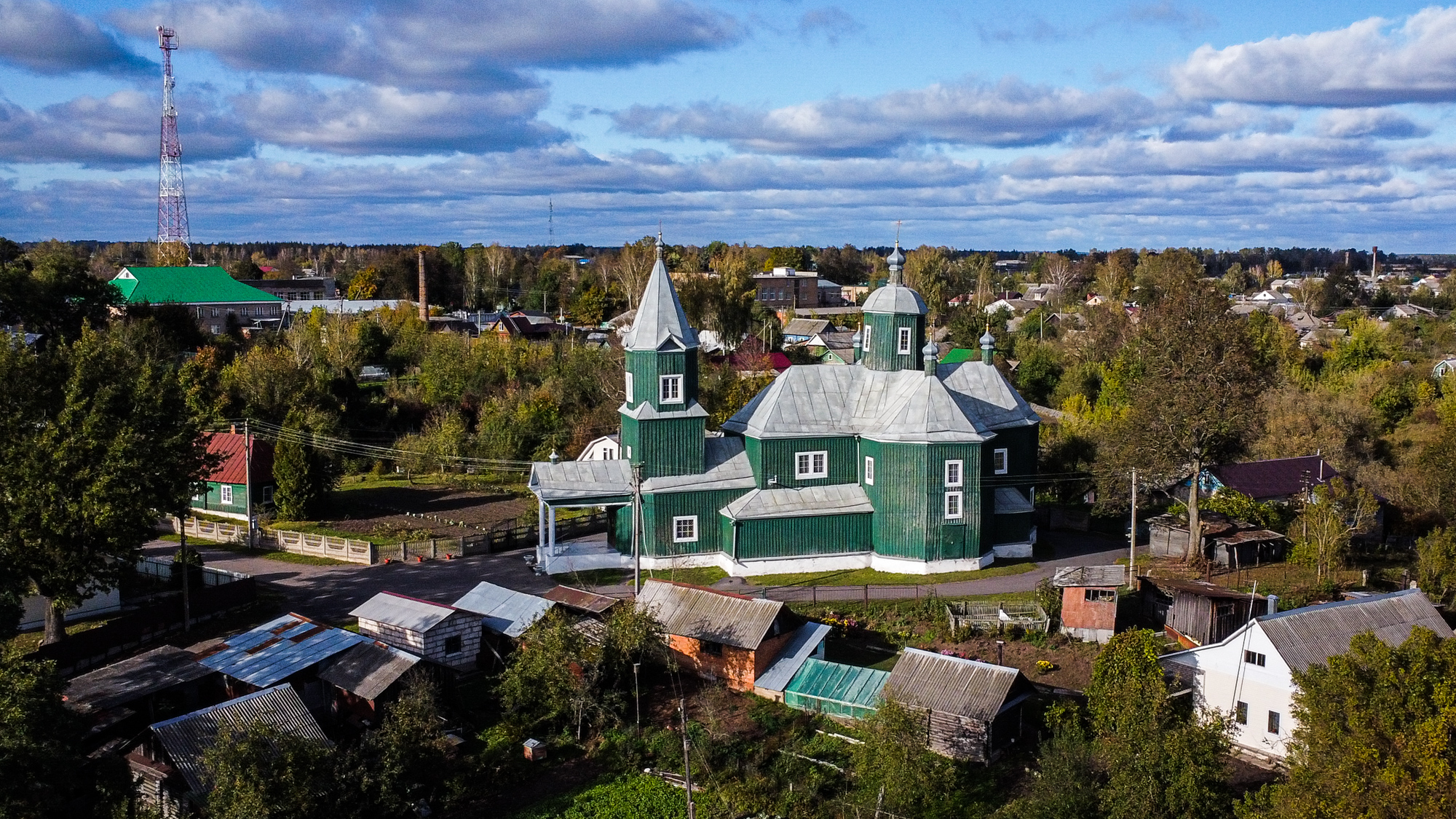
Панорама на церковь Бориса и Глеба поселка Хиславичи (2024 г.)